# 이승수
]]

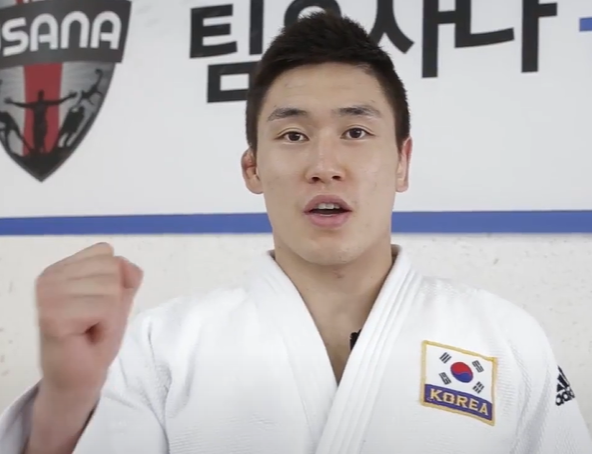
이승수

이승수(1990년 7월 20일 ~ )는 대한민국의 유도 선수이다.